# Justin Marshall
Justin Warren Marshall (Southland, 5 de agosto de 1973) es un exjugador neozelandés de rugby que se desempeñaba como medio scrum.

## Carrera
Con la apertura del profesionalismo en 1995 fue contratado por los Canterbury Crusaders para disputar el recién creado Super Rugby donde formó una de las bisagras más recordadas de Nueva Zelanda junto a Andrew Mehrtens.
Fue convocado y nombrado capitán de: los Barbarians británicos en 2004, los Barbarians franceses en 2005 y de World XV en 2006.

## Selección nacional
Debutó con los All Blacks el 18 de noviembre de 1995 frente a Les Bleus en París y jugó con ellos hasta 2005 cuando emigró a la Premiership, ya que la NZR no selecciona a jugadores que no jueguen en el país. En total disputó 81 partidos y marcó 140 puntos.

### Participaciones en Copas del Mundo
Disputó las Copas Mundiales de Gales 1999 y Australia 2003 siendo los All Blacks derrotados en semifinales en ambas oportunidades.
| Mundial                       | Sede      | Resultado     | PJ | Tries |
| ----------------------------- | --------- | ------------- | -- | ----- |
| Copa Mundial de Rugby de 1999 | Gales     | Cuarto puesto | 4  | 0     |
| Copa Mundial de Rugby de 2003 | Australia | Tercer puesto | 6  | 1     |

## Palmarés
- Campeón del Rugby Championship de 1996, 1997, 1999, 2002 y 2003.
- Campeón del Super Rugby de 1998, 1999, 2000, 2002 y 2005.